# Canton de Varennes-Vauzelles
Le canton de Varennes-Vauzelles est une circonscription électorale française située dans le département de la Nièvre et la région Bourgogne-Franche-Comté.

## Histoire
Un nouveau découpage territorial de la Nièvre entre en vigueur à l'occasion des élections départementales de 2015. Il est défini par le décret du 18 février 2014, en application des lois du 17 mai 2013 (loi organique 2013-402 et loi 2013-403). Les conseillers départementaux sont, à compter de ces élections, élus au scrutin majoritaire binominal mixte. Les électeurs de chaque canton élisent au Conseil départemental, nouvelle appellation du Conseil général, deux membres de sexe différent, qui se présentent en binôme de candidats. Les conseillers départementaux sont élus pour 6 ans au scrutin binominal majoritaire à deux tours, l'accès au second tour nécessitant 12,5 % des inscrits au 1er tour. En outre la totalité des conseillers départementaux est renouvelée. Ce nouveau mode de scrutin nécessite un redécoupage des cantons dont le nombre est divisé par deux avec arrondi à l'unité impaire supérieure si ce nombre n'est pas entier impair, assorti de conditions de seuils minimaux. Dans la Nièvre, le nombre de cantons passe ainsi de 32 à 17.
Le canton de Varennes-Vauzelles est créé par ce décret. Il est formé de communes des anciens cantons de Pougues-les-Eaux (2 communes) et de Guérigny (1 commune). Il est entièrement inclus dans l'arrondissement de Nevers. Le bureau centralisateur est situé à Varennes-Vauzelles.

## Représentation
| Période élective | Période élective | Mandat | Mandat   | Identité             | Nuance | Nuance | Qualité                                                                                            |
| ---------------- | ---------------- | ------ | -------- | -------------------- | ------ | ------ | -------------------------------------------------------------------------------------------------- |
| 2015             | 2021             | 2015   | 2021     | Jean-François Dubois |        | DIV    | Ingénieur SNCF en retraite, Varennes-Vauzelles                                                     |
| 2015             | 2021             | 2015   | 2021     | Fabienne Grandcler   |        | DIV    | Comptable, Pougues-les-Eaux                                                                        |
| 2021             | 2028             | 2021   | en cours | Eliane Desabre       |        | PS     | Fonctionnaire territoriale, adjointe au maire de Varennes-Vauzelles                                |
| 2021             | 2028             | 2021   | en cours | Lionel Lecher        |        | PCF    | Retraité SNCF, adjoint au maire de Varennes-Vauzelles 8ème Vice-Président du conseil départemental |

### Résultats détaillés

#### Élections de mars 2015
À l'issue du 1er tour des élections départementales de 2015, trois binômes sont en ballottage : Lionel Lecher et Martine Renault (DVG, 36,43 %), Jean-François Dubois et Fabienne Grandcler (Divers, 27,99 %) et Serge Arriat et Claire Richert (FN, 23,33 %). Le taux de participation est de 62,71 % (6 218 votants sur 9 915 inscrits) contre 53,03 % au niveau départemental et 50,17 % au niveau national.
Au second tour, Jean-François Dubois et Fabienne Grandcler (Divers) sont élus avec 39,13 % des suffrages exprimés et un taux de participation de 56,23 % (2 111 voix pour 5 575 votants et 9 915 inscrits).

#### Élections de juin 2021
Le premier tour des élections départementales de 2021 est marqué par un très faible taux de participation (33,26 % au niveau national). Dans le canton de Varennes-Vauzelles, ce taux de participation est de 34,59 % (3 293 votants sur 9 519 inscrits) contre 34,28 % au niveau départemental. À l'issue de ce premier tour, deux binômes sont en ballottage : Eliane Desabre et Lionel Lecher (Union à gauche, 36,87 %) et Julien Bernard et Leïla Sedira (RN, 19,66 %).
Le second tour des élections est marqué une nouvelle fois par une abstention massive équivalente au premier tour. Les taux de participation sont de 34,36 % au niveau national, 37,18 % dans le département et 36,52 % dans le canton de Varennes-Vauzelles. Eliane Desabre et Lionel Lecher (Union à gauche) sont élus avec 69,98 % des suffrages exprimés (2 203 voix pour 3 477 votants et 9 522 inscrits),,.

## Composition
Le canton de Varennes-Vauzelles comprend trois communes entières.
| Nom                                        | Code Insee | Intercommunalité | Superficie (km2) | Population (dernière pop. légale) | Densité (hab./km2) | Modifier                                    |
| ------------------------------------------ | ---------- | ---------------- | ---------------- | --------------------------------- | ------------------ | ------------------------------------------- |
| Varennes-Vauzelles (bureau centralisateur) | 58303      | CA de Nevers     | 33,99            | 9 166 (2022)                      | 270                | modifier les données · modifier les données |
| Parigny-les-Vaux                           | 58207      | CA de Nevers     | 31,47            | 965 (2022)                        | 31                 | modifier les données · modifier les données |
| Pougues-les-Eaux                           | 58214      | CA de Nevers     | 12,72            | 2 388 (2022)                      | 188                | modifier les données · modifier les données |
| Canton de Varennes-Vauzelles               | 5817       |                  | 78,18            | 12 519 (2022)                     | 160                | modifier les données                        |

## Démographie
En 2022, le canton comptait 12 519 habitants, en évolution de −1,84 % par rapport à 2016 (Nièvre : −3,28 %, France hors Mayotte : +2,11 %).
| 2013   | 2018   | 2022   |
| ------ | ------ | ------ |
| 12 834 | 12 549 | 12 519 |